# Jesús Aurelio Herrera López
Jesús Aurelio Herrera López, més conegut com a Chus Herrera, és un futbolista càntabre. Va nàixer a Torrelavega el 9 de març de 1975. Ocupa la posició de migcampista.

## Trajectòria
Va debutar a primera divisió a la temporada 95/96, tot jugant tres partits amb el Racing de Santander. No tindria continuïtat amb els santanderins, i continuaria la seua carrera en equips més modestos. Encara hi jugaria un altre partit a la màxima categoria, ara amb el Deportivo Alavés, de la temporada 99/00.
El migcampista també ha militat a altres clubs com el Recreación, el Zamora CF o la Gimnástica de Torrelavega.